# Onkocit
Onkocit (grško ónkos - masa, nabreklost + starogrško κύτος: kýtos - celica) je velika epitelijska celica, ki jo označujejo drobno zrnata in izrazito eozinofilna citoplazma, okroglo jedro in različno število jedrc. Izgled citoplazme je posledica nakopičenja številnih mitohondrijev. Vzrok kopičenja je neznan, čeprav naj bi bilo to po eni teoriji posledica kompenzatornega mehanizma zaradi napak v celičnem sistemu za proizvodnjo energije.
V različnih žlezah se onkocit različno imenuje: v ščitnici se npr. imenuje Hürthlejeva celica, v obščitnici pa oksifilna celica. K onkocitom se prišteva tudi Askanazyjeve celice v ščitnici, ki so jih nekdaj napačno zamenjevali za Hürthlejeve celice. Raziskave so pokazale, da imajo Askanazyjeve celice visoko encimsko aktivnost ter da so glede na določene histokemične značilnosti podobne celicam DNES.
Tumor, ki izvira iz onkocitov, se imenuje onkocitom. Onkociti so lahko benigni, lahko pa postanejo maligni. Čeprav lahko pride do onkocitne metaplazije v različnih kožnih novotvorbah (neoplazijah), se onkocitomi tipično pojavijo v ščitnici, žlezah slinavkah ter v ledvicah. Pogoj za to, da se tumor ščitnice označi kot onkocitom, je ta, da morajo predstavljati onkociti minimalno 75 % celotne populacije celic v tumorju.